# Дејан Лилић
Дејан Лилић (мкд. Дејан Лилиќ; Скопље, 26. октобар 1974) македонски је позоришни, филмски, телевизијски и гласовни глумац и редитељ српског порекла.

## Биографија
Дејан Лилић је рођен 26. октобра 1974. године у Скопљу. Отац му је Србин из Ниша, а мајка Македонка. Дипломирао је глуму 1997. године на Факултету драмских уметности Универзитета у Скопљу, а од 1998. ради као глумац у Драмском театру Скопље. Од 2007. до 2010. године, био је уметнички руководилац Драмског театра Скопље, а од 2011. до 2015. директор Македонског народног позоришта. Ожењен је и има две ћерке.

## Филмографија
| Год.    | Назив                                   | Улога          |
| ------- | --------------------------------------- | -------------- |
| 1990-е  |                                         |                |
| 1997.   |                                         | УН војник      |
| 1999.   | Во светот на бајките                    |                |
| 2000-е  |                                         |                |
| 2001.   | Одмазда                                 | Насте          |
| 2002.   | Заведени                                |                |
| 2003.   | Седум приказни за љубовта и свршувањето | Дамјан         |
| 2006.   | Американецот                            |                |
| 2007.   | Боли ли?                                | Дејан          |
| 2007.   | Досие - К                               | Инспектор Диме |
| 2010-е▲ |                                         |                |
| 2011.   | Трето па машко                          |                |
| 2012.   | Скопје ремикс                           |                |
| 2012.   | Издаја                                  | Мушкарац       |
| 2013.   | Твдокорни                               | Николај Шуран  |
| 2015.   | 12 мајмуна                              | Возач таксија  |
| 2015.   | Лазар                                   | Тони           |
| 2016.   | Ослобођење Скопља                       | Милчо          |
| 2017.   | Коливо                                  |                |
| 2017.   | Фамилијата Марковски                    | др Горан       |
| 2017.   | На терапија                             | Иванин отац    |
| 2017.   | Инсајдер                                | Драган         |
| 2017.   | Допир                                   |                |
| 2018.   |                                         |                |
| 2018.   |                                         | Отац           |
| 2019.   |                                         | Унук           |
| 2020-е▲ |                                         |                |
| 2020.   | Стела                                   | Александар     |
| 2020.   |                                         | Дамир          |
| 2021.   | Кино Љубов                              | Коста          |
| 2022.   | Кајмак                                  | Јоаким         |
| 2023.   | Бистра вода                             | Дамјан         |

## Награде
- Награда за најбољег младог глумца ревије Екран за улоге одигране 1997. године (1998)
- Награда ревије Екран за најбољу епизодну улогу, за улогу Била у представи „The Lover” (1999)
- Награда за најбоље глумачко остварење за улогу Стефана у представи „Диво месо” и за улогу Непознатог у представи „Кандид во земјата на чудата” на МТФ „Војдан Чернодрински” (Прилеп, 2001)
- Златна маска новина Вечер за најбоље глумачко остварење на Охридском лету за улогу Александра Македонског у представи „Macedoan - Одисеја 2001” (2001)
- Награда за најбоље глумачко остварење за улоге човека са шишмишем и Ленија у представи „Марисол” на МТФ „Војдан Чернодрински“ (Прилеп, 2004)
- Награда „Ристо Шишков” за улогу малог брата у представи „Превртувач” на Фестивалу камерног театра „Ристо Шишков” (Струмица, 2006)
- Награда за најбољу мушку улогу за улогу Александра у представи „Александар” на Међународном фестивалу античке драме Стоби (2009)
- Награда за најбољу мушку улогу за улогу Хамлета у представи „Хамлет” на Међународном фестивалу античке драме Стоби (2010)
- Награда „13. новембар” за дугогодишња, посебно значајна достигнућа у интересу града (Скопље, 2010)
- Награда за најбоље глумачко остварење за улогу Хамлета у представи „Хамлет” на МТФ „Војдан Чернодрински” (Прилеп, 2011)
- Награда „Љубомир Муца Драшкић” за најбољег глумца за улогу Хамлета у представи „Хамлет” на Међународном позоришном фестивалу „Муцијеви дани“ (Београд, 2011)
- Златна награда за најбоље глумачко остварење за улогу Хамлета у представи „Хамлет” на Међународном позоришном фестивалу „Глумбал” (Ниш, 2011)
- Награда за најбољу мушку епизодну улогу за улогу Леонеа у „Генетици паса” на МТФ „Војдан Чернодрински” (Прилеп, 2012)
- Награда за најбољег глумца за улогу Хамлета у представи „Хамлет” на Међународном позоришном фестивалу ФИАТ (Подгорица, 2014)